# ماساتو اوسوگی
ماساتو اوسوگی (انگلیسی: Masato Osugi؛ زادهٔ ۲ فوریهٔ ۱۹۸۳) بازیکن فوتبال اهل ژاپن است.